# دیوید پلتیر
دیوید پلتیر (انگلیسی: David Pelletier؛ زادهٔ ۲۲ نوامبر ۱۹۷۴) اسکیت‌باز نمایشی اهل کانادا است.